# Olejek palmarozowy
Olejek palmarozowy, Palma Roza, lub olej Palmarosa – olejek eteryczny otrzymywany z palczatki imbirowej (Cymbopogon martini) występującej lub uprawianej w Chinach, Indiach i Indonezji. Otrzymuje się go z nadziemnych części tej rośliny przez destylację pędów. Głównym składnikiem olejku jest geraniol (75-95%), ponadto cytronelol, farnezol i estry dipentenu. Olejek ten znany i stosowany był od dawna. Według badaczy roślin biblijnych w niektórych cytatach biblijnych wymieniono dwa gatunki palczatek: palczatkę imbirową i palczatkę wełnistą. 

## Zastosowanie
- Ma własności lecznicze. W Indiach od dawna był używany wewnętrznie jako środek przeciw infekcji i gorączce, przy dolegliwościach żołądkowych. Ma własności antyseptyczne i bakteriobójcze, może być używany do odkażania ran i przyspieszenia ich gojenia się[1].
- Olejek palmarozowy jest używany w kosmetyce, szczególnie do zwalczania trądziku[1].
- Olejkiem tym dawniej (zwłaszcza w Turcji) fałszowano bardzo drogi olejek różany[1].
- W Indiach i Afryce Zachodniej jest jednym ze składników curry[1].
- Repelent, w magazynach zbóż i fasoli skutecznie odstraszający owady[3].
- Repelent odstraszający komary[4].
- Jest używany do zwalczania nicieni[5].
- Olejek palmarozowy jest dość tani, niemniej bywa fałszowany jeszcze tańszą terpentyną lub olejkiem cedrowym[1].